# Girolamo Federici (vescovo)
Girolamo Federici, noto anche come Trivulzio, in lingua latina: Hieronimus Friderius (Treviglio, 1516 – Lodi, 6 novembre 1579), è stato un vescovo cattolico e giurista italiano.

## Biografia
Nacque in una famiglia aristocratica originaria della Val Camonica; la madre Margherita Buttinoni, era sorella di Giovanni Maria Buttinoni, un ecclesiastico che risiedeva a Roma e che nel 1545 diverrà vescovo di Sagona. Chiamato a Roma dallo zio, si laureò in utroque iure alla Sapienza nel 1534 e nel 1540 fu nominato luogotenente dell'uditore generale della Camera Apostolica Giovanni Battista Cicala; rimase in carica undici anni, acquistando la fama di magistrato molto esperto.
Nel 1550 morì lo zio Giovanni Maria Buttinoni vescovo di Sagona; la diocesi venne data in commenda al Cicala (1551), il quale però vi rinunciò a favore di Girolamo Federici il quale pertanto il 12 febbraio 1552, dopo essere stato consacrato vescovo, successe allo zio. Papa Giulio III lo nominò vicelegato del Patrimonio di San Pietro (1553) e governatore di Roma (21 gennaio 1555). Destituito dalla carica di governatore dal nuovo papa Paolo IV il 5 luglio 1555, Federici ritornò per un breve periodo a Treviglio.
Dopo la morte di Paolo IV (18 agosto 1559), il nuovo papa Pio IV gli restituì la carica di governatore (6 marzo 1560) e lo scelse l'anno successivo come referendarius utriusque signaturae. A lui, e al procuratore fiscale Alessandro Pallantieri, entrambi vittime di Paolo IV, fu affidato il processo contro la famiglia Carafa: il cardinale Carlo, il nipote Alfonso, il fratello Giovanni, duca di Paliano, il cognato di quest'ultimo Ferrante Diaz Carlon conte d'Alife e un altro parente, Leonardo di Cardine. Fra le accuse ai Carafa, anche quella di aver ucciso Violante d'Alife, la moglie del duca di Paliano, e il suo presunto amante Marcello Capece: la vicenda raccontata da Stendhal ne La duchessa di Paliano. Il processo, terminato con l'esecuzione del cardinale Carlo e del fratello Giovanni Carafa, fu sottoposto a revisione nel 1566 sotto il pontificato di Pio V e si stabilì che Federici aveva dato una errata interpretazione dei fatti; il concistoro del 26 settembre 1567 riabilitò tuttavia solo Carlo Carafa, e gli atti processuali vennero distrutti.
Il 6 luglio 1562 Federici fu trasferito alla diocesi di Martirano, in Calabria, dove giunse il 7 agosto 1562. Poco dopo Pio IV lo nominò presidente in Romagna, dove fece amicizia col legato Carlo Borromeo il quale nel 1565 lo volle con sé nella diocesi di Milano. Nel marzo 1569 Federici lasciò Martirano recandosi a Milano da Carlo Borromeo. Nell'estate del 1573 Gregorio XIII nominò Federici nunzio apostolico e legato a latere a Torino presso la corte di Emanuele Filiberto, succedendo a Vincenzo Laureo, trasferito alla nunziatura polacca. Federici compose una vertenza con Emanuele Filiberto, che aveva demolito alcune chiese senza il permesso della Santa Sede, e si adoperò a restaurare la disciplina ecclesiastica ispirandosi all'azione svolta da Carlo Borroneo a Milano. La sua attività suscitò le proteste dell'arcivescovo di Torino Girolamo Della Rovere, ma Federici ebbe l'appoggio della Santa Sede. Il 6 agosto 1576 Gregorio XIII lo elesse vescovo di Lodi; ma rimase ancora in Piemonte e prese possesso della nuova diocesi solo nel dicembre 1577. Quell'anno pubblicò a Torino i Generalia decreta in visitatione edita, una raccolta di decreti per l'applicazione della riforma tridentina nello stato sabaudo. I decreti di Federici rimasero tuttavia inapplicati per l'opposizione di Emanuele Filiberto.

## Scritti (selezione)
- Hieronymi Federici episcopi Laudensis, Generalia decreta in visitatione edita. Adiectis praeterea ad extremum summorum Pontificum constitutionibus. Et Tridentini Concilij Decretis, quae tùm populo, tùm clero sunt enuncianda, Taurini: apud haeredes Nicolai Bevilaquae, 1577; Luxemburgi: sumptibus Henrici-Alberti Gosse & Soc. bibliop. & typogr., 1747
- Prosperi Farinacij (a cura di), Responsorum criminalium liber secundus. Cui vltra LXII resolutiones criminales Hieronymi de Federicis. Accesserunt Sacrae Rotae Romanae decisiones CCCLXXII criminum, & probationum materiam respicientes. Cum summarijs ac indice, Romae: typis, & expensis Alfonsi Ciaconi: apud Io. Paulum Profilium, 1615 (raccolta delle sentenze emanate da Girolamo Federici)